# Список рок-хитов № 1 2022 года (Великобритания)
Список рок-хитов 2022 года Великобритании включает самые популярные песни в стиле рок на основе данных официального рок хит-парада Великобритании UK Rock Chart 2022 года. Составителем чарта является The Official Charts Company, отвечающая за выпуск всех официальных музыкальных чартов страны. Список рок-хитов 2022 года Великобритании основан на статистических данных о продажах музыкальных релизов на физических и цифровых носителях. В чарт могут попадать и возглавлять синглы прошедших лет.

## Список синглов
| Дата        | Песня                                            | Исполнитель                            | Источник |
| ----------- | ------------------------------------------------ | -------------------------------------- | -------- |
| 7 января    | «Don’t Stop Me Now»                              | Queen                                  | [ 2 ]    |
| 14 января   | «Don’t Stop Me Now»                              | Queen                                  | [ 3 ]    |
| 21 января   | «Won't Stand Down»                               | Muse                                   | [ 4 ]    |
| 28 января   | «I’d Do Anything for Love (But I Won’t Do That)» | Мит Лоуф                               | [ 5 ]    |
| 4 февраля   | «I’d Do Anything for Love (But I Won’t Do That)» | Мит Лоуф                               | [ 6 ]    |
| 11 февраля  | «Don’t Stop Me Now»                              | Queen                                  | [ 7 ]    |
| 18 февраля  | «Iris»                                           | Goo Goo Dolls                          | [ 8 ]    |
| 25 февраля  | «Don’t Stop Me Now»                              | Queen                                  | [ 9 ]    |
| 4 марта     | «Don’t Stop Me Now»                              | Queen                                  | [ 10 ]   |
| 11 марта    | «Don’t Stop Me Now»                              | Queen                                  | [ 11 ]   |
| 18 марта    | «Iris»                                           | Goo Goo Dolls                          | [ 12 ]   |
| 25 марта    | «Iris»                                           | Goo Goo Dolls                          | [ 13 ]   |
| 1 апреля    | «Best of You»                                    | Foo Fighters                           | [ 14 ]   |
| 8 апреля    | «Iris»                                           | Goo Goo Dolls                          | [ 15 ]   |
| 15 апреля   | «Hey, Hey, Rise Up!»                             | Pink Floyd при участии Андрея Хлывнюка | [ 16 ]   |
| 22 апреля   | «Iris»                                           | Goo Goo Dolls                          | [ 17 ]   |
| 29 апреля   | «Iris»                                           | Goo Goo Dolls                          | [ 18 ]   |
| 6 мая       | «Iris»                                           | Goo Goo Dolls                          | [ 19 ]   |
| 13 мая      | «Iris»                                           | Goo Goo Dolls                          | [ 20 ]   |
| 20 мая      | «The Foundations of Decay»                       | My Chemical Romance                    | [ 21 ]   |
| 27 мая      | «Iris»                                           | Goo Goo Dolls                          | [ 22 ]   |
| 3 июня      | «Iris»                                           | Goo Goo Dolls                          | [ 23 ]   |
| 10 июня     | «Don't Stop Me Now»                              | Queen                                  | [ 24 ]   |
| 17 июня     | «Iris»                                           | Goo Goo Dolls                          | [ 25 ]   |
| 24 июня     | «Iris»                                           | Goo Goo Dolls                          | [ 26 ]   |
| 1 июля      | «Bohemian Rhapsody»                              | Queen                                  | [ 27 ]   |
| 8 июля      | «Master of Puppets»                              | Metallica                              | [ 28 ]   |
| 15 июля     | «Master of Puppets»                              | Metallica                              | [ 29 ]   |
| 22 июля     | «Master of Puppets»                              | Metallica                              | [ 30 ]   |
| 29 июля     | «Master of Puppets»                              | Metallica                              | [ 31 ]   |
| 5 августа   | «Master of Puppets»                              | Metallica                              | [ 32 ]   |
| 12 августа  | «Master of Puppets»                              | Metallica                              | [ 33 ]   |
| 19 августа  | «Iris»                                           | Goo Goo Dolls                          | [ 34 ]   |
| 26 августа  | «Iris»                                           | Goo Goo Dolls                          | [ 35 ]   |
| 2 сентября  | «Iris»                                           | Goo Goo Dolls                          | [ 36 ]   |
| 9 сентября  | «Iris»                                           | Goo Goo Dolls                          | [ 37 ]   |
| 16 сентября | «Iris»                                           | Goo Goo Dolls                          | [ 38 ]   |
| 23 сентября | «Iris»                                           | Goo Goo Dolls                          | [ 39 ]   |
| 30 сентября | «Iris»                                           | Goo Goo Dolls                          | [ 40 ]   |
| 7 октября   | «Iris»                                           | Goo Goo Dolls                          | [ 41 ]   |
| 14 октября  | «Iris»                                           | Goo Goo Dolls                          | [ 42 ]   |
| 21 октября  | «Edging»                                         | Blink-182                              | [ 43 ]   |
| 28 октября  | «Iris»                                           | Goo Goo Dolls                          | [ 44 ]   |
| 4 ноября    | «Iris»                                           | Goo Goo Dolls                          | [ 45 ]   |
| 11 ноября   | «Iris»                                           | Goo Goo Dolls                          | [ 46 ]   |
| 18 ноября   | «Iris»                                           | Goo Goo Dolls                          | [ 47 ]   |
| 25 ноября   | «Iris»                                           | Goo Goo Dolls                          | [ 48 ]   |
| 2 декабря   | «Iris»                                           | Goo Goo Dolls                          | [ 49 ]   |
| 9 декабря   | «Iris»                                           | Goo Goo Dolls                          | [ 50 ]   |
| 16 декабря  | «Iris»                                           | Goo Goo Dolls                          | [ 51 ]   |
| 23 декабря  | «Iris»                                           | Goo Goo Dolls                          | [ 52 ]   |
| 30 декабря  | «Iris»                                           | Goo Goo Dolls                          | [ 53 ]   |